# 401(k)
401(k) – rodzaj emerytalnego planu oszczędnościowego w Stanach Zjednoczonych, który swoją nazwę wziął od podsekcji prawa podatkowego USA (zatytułowanego Title 26 w Kodeksie Stanów Zjednoczonych). Przepis ten pozwolił pracownikom na odkładanie na swoje osobiste rachunki emerytalne (tworzone przez pracodawców) części wynagrodzenia przed opodatkowaniem. Pracodawcy również mogą wpłacić pieniądze na rachunek pracownika i nie zapłacą od tych pieniędzy podatku dochodowego.
W 2011 roku około 60% amerykańskich gospodarstw domowych zbliżyło się do wieku emerytalnego, mając plan emerytalny 401(k). Według tego planu pracownik może rozpocząć wycofywanie środków po osiągnięciu wieku 59 lat i 6 miesięcy. W Polsce zbliżoną konstrukcję mają pracownicze plany kapitałowe.

## Opis planu
Na podstawie regulacji prawnej 401(k) pracodawcy mogą pomóc swoim pracownikom oszczędzać na emeryturę, przy jednoczesnym zmniejszeniu podlegających opodatkowaniu dochodów, a pracownicy mogą przekazywać części swoich zarobków na konto 401(k), nie płacąc od nich podatku dochodowego do czasu, aż te środki zaczną być wycofywane po osiągnięciu przez nich wieku emerytalnego. Odsetki uzyskane na koncie 401(k) nie są opodatkowane, dopóki środki te nie zostaną wycofane z konta.
Pracodawcy mogą wybrać i często to robią, wpłatę równoważną składce (przeciętnie od 6 do 15% kwalifikowanego wynagrodzenia), jaką pracownicy wpłacają na swoje konto. Plan 401(k) jest zarządzany zwykle przez pracodawcę, podczas gdy pracownik może wybrać, gdzie jego oszczędności będą inwestowane, mając wybór spośród opcji wybranego przez pracodawcę funduszu inwestycyjnego, opierającym się na akcjach, obligacjach, inwestycjach na rynku pieniężnym lub ich kombinacjach. Wiele funduszy planu 401(k) oferuje również opcje zakupu akcji przedsiębiorstwa. Pracownik może w dowolnym momencie przenosić całą lokatę lub jej części, pomiędzy oferowanymi różnymi opcjami inwestycyjnymi. W mniej popularnej wersji trustee-directed planu 401(k) pracodawca powołuje powierników, którzy decydują, w jaki sposób aktywa tego planu będą inwestowane.
Nabycie uprawnień do udziału pracodawcy może być uzależnione, na zasadach określonych w dokumentach planu, od osiągnięcia przez pracownika określonego stażu lat pracy, zanim otrzyma on prawo do zatrzymania funduszu komplementarnego.
Plan 401(k) jako plan emerytalny został powszechnie przyjęty na początku lat 80. XX wieku, kiedy to pracodawcy zaczęli dopłacać do funduszu część składki.
Według artykułu z „The Wall Street Journal” z 19 lutego 2011 roku, bazując na wynikach badań prowadzonych przez Center for Retirement Research at Boston College na zlecenie gazety.

przeciętne gospodarstwo domowe, z głową rodziny w wieku od 60 do 62 lat, z planem 401(k) ma mniej niż ¼ tego, co potrzebuje mieć do utrzymania obecnego standardu życia po przejściu na emeryturę.

Od 2006 r. dostępny jest inny typ planu 401(k). Uczestnicy znowelizowanego planu 401(k) mogą przeznaczać część lub całość ich składek na oddzielne konto Roth, powszechnie znane jako Roth 401(k). Te składki „Roth” gromadzone i traktowane są jako kwoty opodatkowane, czyli podatek dochodowy płacony lub pobierany jest w roku wniesienia tych wpłat. Uwarunkowana dystrybucja z wyznaczonego Roth 401(k) konta, włączając w to cały wkład, wolna jest od podatku.
(Tradycyjny plan 401(k) oparty jest na wpłatach przed opodatkowaniem, ale podatek musi być zapłacony, gdy pierwotny wkład i odsetki są wycofywane). Równoważne wpłaty pracodawcy deponowane są na rachunku przed opodatkowaniem, nawet jeśli wszystkie składki pracownika są składkami Roth.

## Konsekwencje podatkowe
W zależności od tego, czy plan na to pozwala, pracownicy mogą dokonywać wpłat do 401(k) przed opodatkowaniem lub po opodatkowaniu. Bez względu na to, czy wpłaty dokonywane były przed opodatkowaniem lub po opodatkowaniu, dochody z inwestycji w 401(k) (w formie odsetek, dywidend lub zysków kapitałowych), zostaną później opodatkowane i tu jest ta istotna różnica między 401(k), a Roth 401(k). Opóźnione opodatkowanie stanowi główną zaletę planu 401(k), w którym oszczędności są ulokowane na dłuższy okres.
Począwszy od roku podatkowego 2006, pracownicy mogą wybrać również wpłacanie składek do Roth 401(k). Podobnie do postanowień Roth IRA, wkłady te, dokonywane są po opodatkowaniu i wszystkie dochody z tych środków, nie tylko z odroczonego podatku, mogą być wolne od podatku. Jednak, aby to było realne, firma obsługująca ten plan musi zmienić zasady, aby te opcje były dostępne.
Pracownik nie płaci federalnego podatku dochodowego od składek przed opodatkowaniem, które zostały wniesione do planu 401(k). Na przykład: pracownik, który zarabia w danym roku 50 000 dolarów i odpisuje 3000 dolarów na konto 401(k), podaje tylko 47 000 dolarów dochodów na ten rok rozliczeniowy do deklaracji podatkowej.
Stanowi to 750 dolarów oszczędności w podatkach dla pojedynczego pracownika, zakładając, że pracownik pozostawał w 25% przedziale grupy podatkowej i nie było żadnych innych korekt (np. odliczeń). Pracownik, ostatecznie, płaci podatek od dochodu, jakimi są wycofywane kwoty z 401(k), zazwyczaj już na emeryturze. Charakter wszelkich dochodów (w tym podatku od uprzywilejowanych zysków kapitałowych) jest przekształcany w „zwykłe dochody” w czasie, kiedy pieniądze są wycofywane.
Jeśli pracownik dokona wpłaty po opodatkowaniu nie na Roth 401(k) konto, kwoty te są połączone ze środkami przed opodatkowaniem i po prostu, dodane są do nie-Roth 401(k) podstaw. Podczas podziału część dystrybucji podlegająca opodatkowaniu będzie liczona jako stosunek nie-Roth wkładu do całkowitej 401(k) podstawy. Pozostała część z podziału jest wolna od podatku i nie zostaje ujęta w zysku brutto za dany rok.
Dla zgromadzonych po opodatkowaniu składek i zysków na wybranym koncie Roth 401(k), „kwalifikowana dystrybucja” może być wolna od podatku. Aby się do niej zakwalifikować, dystrybucja musi być dokonana po okresie dłuższym niż 5 lat od pierwszej składki przeznaczonej do Roth i nie wcześniej niż w roku, w którym właściciel konta osiągnął wiek 59½, chyba że mają zastosowanie wyjątki określone w IRS sekcji kodu 72(t).
W przypadku przeznaczenia składki na Roth, wpłaty dokonane po opodatkowaniu oznaczają, że dochód do opodatkowania w roku rozliczeniowym nie zmniejsza się, jak to jest z wpłatami przed opodatkowaniem. Składki Roth są nieodwracalne i nie mogą być przeniesione do części przed opodatkowaniem w późniejszym terminie. Administracyjnie, wpłaty na Roth należy dokonać na oddzielne konto i dane muszą być przechowywane, aby odróżnić kwoty wkładu i odpowiednie dochody, które są traktowane jako Roth.
W przeciwieństwie do Roth IRA, nie ma górnej granicy dochodów ograniczających wielkość składek na Roth 401(k). Osoby, które zostały wykluczone z Roth IRA, mogą wnieść wkład do Roth 401(k). Osoby, które kwalifikują się do obu, mogą wnieść wkład do maksymalnej ustawowej wysokości, jaka wynosi dla obu planów (w tym obie catch-up – wpłaty, jeśli dotyczy).

## Wycofanie środków
Praktycznie wszyscy pracodawcy podlegają surowym ograniczeniom w zakresie wycofywania wkładu lub jego części, wynikającego z prawa dotyczącego stosunku pracy w danym przedsiębiorstwie i są w wieku poniżej 59½. Każde wycofanie wkładu, które jest dozwolone przed ukończeniem wieku 59½, podlega opodatkowaniu równemu 10% wycofywanej kwoty, do tego dochodzą dodatkowe opłaty na pokrycie kosztów obsługi konta, pod warunkiem, że zakres dystrybucji nie przekracza kwoty dopuszczalnej, jako odliczenia, zgodnie z Internal Revenue Code section 213 dla pracowników. Dotyczą one kwot wypłaconych w roku podatkowym za opiekę medyczną (określone niezależnie od tego, czy pracownik wyszczególnił potrącenia dla danego roku podatkowego).
W każdym przypadku, wszelkie kwoty podlegają normalnemu opodatkowaniu, jako zwyczajny przychód. Niektórzy pracodawcy mogą nie zezwalać na jeden, kilka lub wszystkie z powyższych przyczyn, utrudniających wycofywanie wpłat. Ktoś, kto chciałby wycofać się z takiego planu 401(k), musiałby zrezygnować z pracy u danego pracodawcy.
Aby utrzymać ulgi podatkowe dla przychodów gromadzonych w 401(k), prawo przewiduje ograniczenia, że o ile są wyjątki, pieniądze muszą być przechowywane w 401(k) lub równoważnym planie odraczającym od podatku, do czasu aż pracownik osiągnie wiek 59½.
Wkłady, lub ich część, wycofywane przed osiągnięciem wieku 59½ lat, zazwyczaj obciążane są karnym, 10% podatkiem, chyba że podlegają wyjątkom.
Kara ta jest ponad podatkiem od „zwykłych dochodów”, które należy płacić po wycofaniu wkładu. Wyjątkami od 10% kary są: śmierć pracownika, pracownik uległ całkowitemu i trwałemu inwalidztwu, odejście ze służby w wieku 55 lat lub po osiągnięciu tego wieku, zasadniczo równe okresowym wypłatom opisane w sekcji 72(t), kwalifikowanym krajowym porządkom stosunków, oraz udokumentowanych kosztów leczenia (powyżej pułapu 7,5%). Nie ma to natomiast zastosowania do podobnego planu 457.

### Pożyczka z planu 401(k)
Wiele planów pozwala również pracownikom zaciągnąć pożyczkę z 401(k), która podlega zwrotowi ze środków „po opodatkowaniu” z określoną stopą procentową. Wpływy wynikające z oprocentowania stają się częścią 401(k). Sama pożyczka nie podlega opodatkowaniu od dochodu ani nie podlega 10% karze, jeśli zwrócona jest zgodnie z sekcją 72(p) IRS Code, która określa, między innymi, że:
- pożyczka nie może być wzięta na okres dłuższy niż 5 lat (z wyjątkiem zakupu głównego miejsca zamieszkania),
- pobierana będzie „rozsądna” stopa procentowa,
- równo rozłożone płatności (płatności uiszczane co najmniej raz na kwartał kalendarzowy) uiszczane będą przez cały okres pożyczki.

Pracodawcy, mają oczywiście możliwość, aby ich przepisy dotyczące planu pożyczkowego były bardziej restrykcyjne. Gdy pracownik nie dokonuje płatności zgodnie z planem lub przepisami IRS, pozostające saldo kredytu zostanie ogłoszony jako „niespłacone”. Niespłacony kredyt i ewentualnie naliczone odsetki od salda kredytu podlegają opodatkowaniu w danym roku razem ze wszystkimi karami i kosztami związanymi z wybranym wkładem z 401(k).
Pożyczki te określone zostały jako niekorzystne podatkowo, biorąc pod uwagę, że 401(k) posiada dolary przed opodatkowaniem, ale pożyczka spłacona jest dolarami po opodatkowaniu. Choć jest to zupełnie poprawne, analiza jest z gruntu chybiona w odniesieniu do kwoty głównej pożyczki. Niektórzy twierdzą, że pożyczka jest spłacona dolarami po opodatkowaniu, ale sama pożyczka nie podlega opodatkowaniu, a więc „dochód” z pożyczki jest wolny od podatku, ale „fakt”, że są opodatkowane po raz drugi, po przejściu na emeryturę i końcowym wybieraniu, jest to typowa Red herring.
Z perspektywy kredytobiorcy, jest to identyczne do standardowej pożyczki, która nie jest opodatkowana przy otrzymaniu kredytu, ale trzeba ją spłacać z już opodatkowanych dochodów. Jednak ta część oprocentowania w spłacanej pożyczce, jest zasadniczo, dopłatą do 401(k), dokonaną ze środków po opodatkowaniu, ale mimo to nie zwiększa podstawy po opodatkowaniu w 401(k). Tak więc, kiedy dojdzie do dystrybucji/zmiany sposobu lokowania tych środków, pracownik będzie musiał zapłacić podatek od niej po raz drugi.

### Wymagana minimalna dystrybucja (RMD)
Właściciel konta musi zacząć dokonywać wypłat z konta z dniem 1 kwietnia roku kalendarzowego, po osiągnięciu wieku 70 i pół roku, lub 1 kwietnia roku kalendarzowego, po przejściu na emeryturę, jeśli to nastąpi później. Ilość wypłat oparta jest na przypuszczalnej długości życia, zgodnie z odpowiednimi obliczeniami, ujętymi w tabeli IRS. Jedynym wyjątkiem od wymagań RMD są osoby nadal pracujące po osiągnięciu tego wieku, ale wyjątek dotyczy jedynie aktualnego planu, w którym bierze udział.
Wymagane minimum wypłat odnosi się do obu, przed opodatkowaniem i po opodatkowaniu lokat Roth. Tylko Roth IRA nie podlega tym zasadom. Inne wymagania niż wyjątek dla kontynuujących pracę po przekroczeniu wieku 70 ½ lat, różnią się od zasad dotyczących minimum dystrybucji IRA. Taka sama kara odnosi się do niespełnienia wymogów minimum dystrybucji. Kara wynosi 50% kwoty, która powinna być pobrana. Jest to jedna z najbardziej restrykcyjnych kar, jakie stosuje IRS.
W odpowiedzi na kryzys gospodarczy w 2009 roku Kongres wstrzymał wymogi RMD.

### Force-out
Plany 401(k) byłych pracowników mogą zostać zamknięte, jeśli ich saldo jest za niskie. Taki przepis w planie określany jest jako przepis force-out (zwolniony współudziałowiec).
Przepis ten obowiązuje w prawie 90% planów 401(k). Od marca 2005 r. obowiązującym limitem jest saldo 1000 dolarów – uczestnik, którego saldo wynosi ponad 1000 dolarów, nie może tego planu zakończyć. Do marca 2005 roku limit ten wynosił 5000 dolarów.
Zamknięcie planu wymaga, aby uczestnik przetransferował środki do IRA (inny plan 401(k)) lub rozpoczął wybieranie („cash out”). 85% osób z saldem poniżej 1000 dolarów wybiera je dobrowolnie lub pod wpływem „force-out”.

## Plany dla niektórych małych lub jednoosobowych przedsiębiorstw
Dla wielu osób pracujących na zasadzie samozatrudnienia (w tym również dla doradców finansowych) plany emerytalne 401(k) są nieodpowiednie ze względu na wysokie koszty, trudności administracyjne i niskie limity wpłat. Sytuację tę poprawił Economic Growth and Tax Relief Reconciliation Act of 2001 (EGTRRA) zmienił plany 401(k) na bardziej korzystne dla pracujących na własny rachunek. Dwie najważniejsze wprowadzone zmiany związane są z dopuszczalnym „Pracodawca” wkładem własnym i „Indywidualnym” IRC-415 limitem wpłaty.
Zanim EGTRRA weszło w życie, maksymalne odliczenie od podatku składki do 401(k) wynosiło 15% kwalifikującego się wynagrodzenia (pomniejszonego o kwotę odroczeń wynagrodzenia). Bez EGTRRA, w 2004 r., przedsiębiorca posiadający dochód 100 000 dolarów ograniczony był do maksymalnej składki 15 000 dolarów. EGTRRA podniósł limit do 25% kwalifikującego się wynagrodzenia, bez zmniejszenia odroczonego wynagrodzenia. Dlatego też, ten sam przedsiębiorca w 2008 r. mógł wpłacić 15 500 dolarów plus udziały z zysku w wysokości 25 000 dolarów (tj. 25%). Ale gdy ta osoba jest w wieku powyżej 50 lat, może dodać catch-up wkład 5000 dolarów, co daje łącznie 45 500 dolarów.
Dla osób uprawnionych do wkładu „catch-up”, z wynagrodzeniem 122 000 dolarów lub więcej, maksymalny możliwy całkowity wkład w roku 2008 wynosił 51 000 dolarów.
Aby skorzystać z tych wyższych składek, wielu agentów oferuje plany Solo-401(k) i inne indywidualne (k) plany, które mogą być obsługiwane jako Self-Directed 401(k), co pozwala na inwestowanie w nieruchomości, papiery hipoteczne, zastawy podatkowe, przedsiębiorstwa prywatne i praktycznie we wszystkie inne rodzaje inwestycji.

### Rollovers as Business Start-Ups (ROBS)
ROBS jest umową, w której przyszli właściciele przedsiębiorstw, wykorzystują ich fundusz emerytalny 401(k), aby pokryć koszty rozruchu nowego biznesu. ROBS jest skrótem Internal Revenue Service projektu zgodności dla IRS ROBS (Rollovers as Business Start-Ups).
Plany ROBS, chociaż nie są uważane za transakcje związane z unikaniem opodatkowania, są jednak wątpliwe, ponieważ może korzystać z niego wyłącznie jedna osoba – osoba, która transferuje swoje fundusze, wycofane z 401(k), do ROBS w transakcji wolnej od podatku. Z kolei ROBS wykorzystuje aktywa do refinansowania zakupu akcji nowej firmy.

„C korporacja” musi być ustanowiona w celu przetransferowania wkładów 401(k).

## Inne państwa
Termin 401(k) nie ma specyficznego znaczenia, jest tylko odniesieniem do konkretnego przepisu w „U.S. Internal Revenue Code section 401”. Jednak termin ten stał się tak znany, że niektóre państwa używają go jako ogólnego terminu w celu opisania analogicznego prawa.
Na przykład: w październiku 2001 roku Japonia uchwaliła przepisy umożliwiające tworzenie konta „Japan-version 401(k)”, chociaż żaden z przepisów prawa nie ma w nazwie Section 401(k).

## Ryzyko
W przeciwieństwie do programów ERISA lub rachunków oszczędnościowych w instytucjach bankowych, aktywa zgromadzone na kontach 401(k) nie są objęte rządowym systemem gwarantowania depozytów. Fundusze mające kłopoty finansowe mają czasami problemy z finansowaniem tego planu. Na szczęście, prawo upadłościowe daje dużą przewagę odpowiedzialności finansowej funduszu. Przy zmianie miejsca pracy, powinno to być brane pod uwagę przez partycypujących w danym funduszu, czy pozostawić aktywa w starym planie lub przenieść aktywa do nowego planu pracodawcy. Należy też zauważyć, że inwestowany kapitał jest „zjadany” przez opłaty i prowizje, które potrafią być tak ukryte, że mało kto je rozumie. Stąd niebezpieczeństwo, że osoba oszczędzająca w ten sposób łatwo ulegnie manipulacji.